# Nagy fürkészcincér
A nagy fürkészcincér (Necydalis major) a cincérfélék családjába tartozó, Eurázsiában honos, lombos fákon élő bogárfaj. 

## Megjelenése
A nagy fürkészcincér testhossza 19-32 mm. Testalkata karcsú, megnyúlt. Szárnyfedői csökevényesek, a potrohnak kevesebb mint a negyedét takarják. Alapszíne fekete, szárnyfedői és lábai sárgák, a hátulsó comb vége fekete. A hímek potrohának első két szelvénye és a harmadik töve sárgásvörös; a nőstények esetében a potroh első szelvényének a töve és oldala vöröses. Az előtor harántbarázdáit finom szürkésfehér szőrök fedik A hímek ötödik haslemeze csak a csúcson bemélyedt. 

## Elterjedése és életmódja
Eurázsiában honos, az Ibériai-félszigettől a Távol-Keletig. Európában inkább északon és Közép-Európában gyakori. Magyarországon nagyon ritka, Pécs, Legénd, Komárom, Sopron környékén ismertek állományai; az Alföldről hiányzik. 
Lárvája különböző lomblevelű fák (éger, hárs, tölgy, nyír, nyár, fűz, alma, meggy, stb.) elhalt törzsében vagy vastagabb ágaiban él (közeli rokonától, az aranyszőrű fürkészcincértől eltérően élő fák odvaiban nem található meg). Gyakran a farontó gombák (mint a terülő rozsdástapló) által megbontott faanyagban található. Fejlődése három évig tart. Az imágó június végétől augusztusig rajzik. Délután és alkonyatkor aktív, elsősorban a száraz törzsek, ágak napos oldalán tartózkodik. 
Magyarországon védett, természetvédelmi értéke 50 000 Ft.

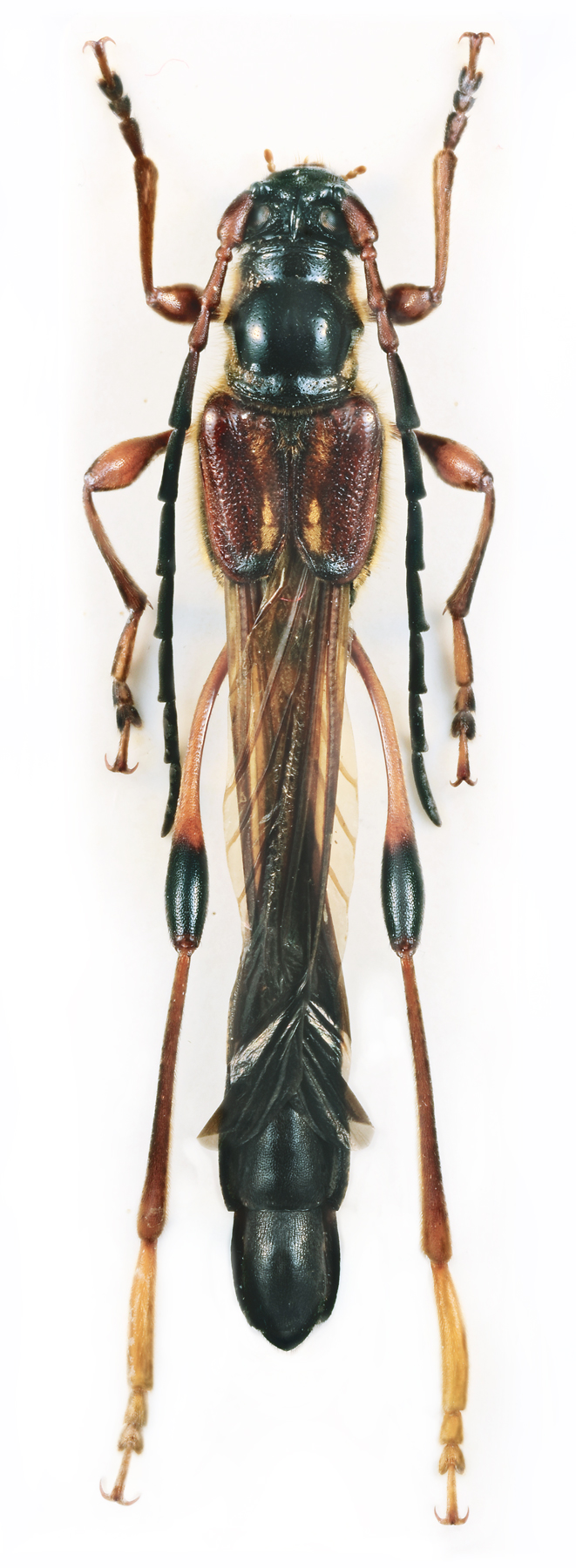
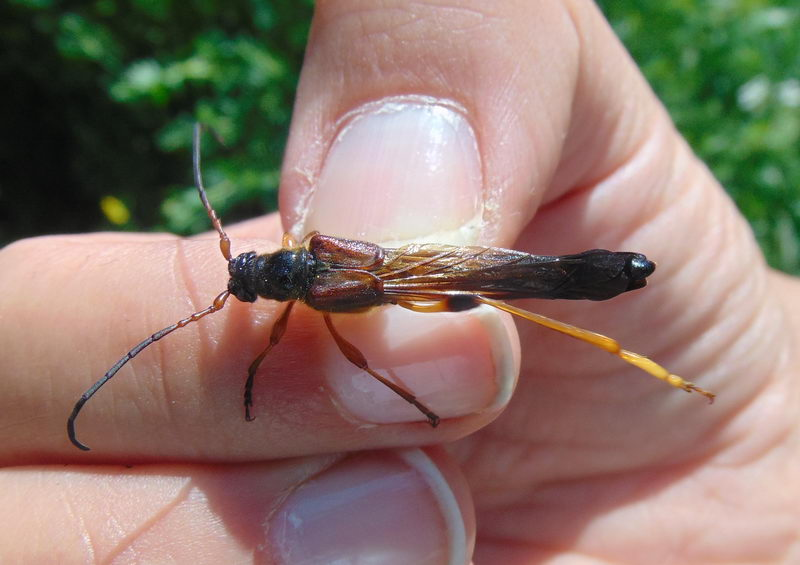
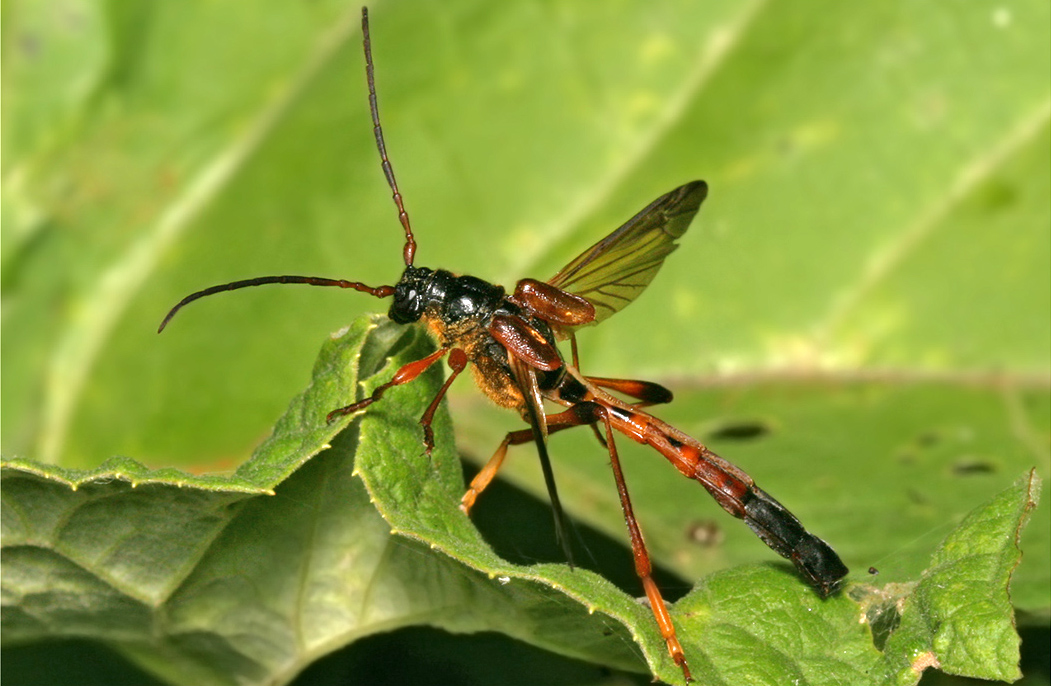
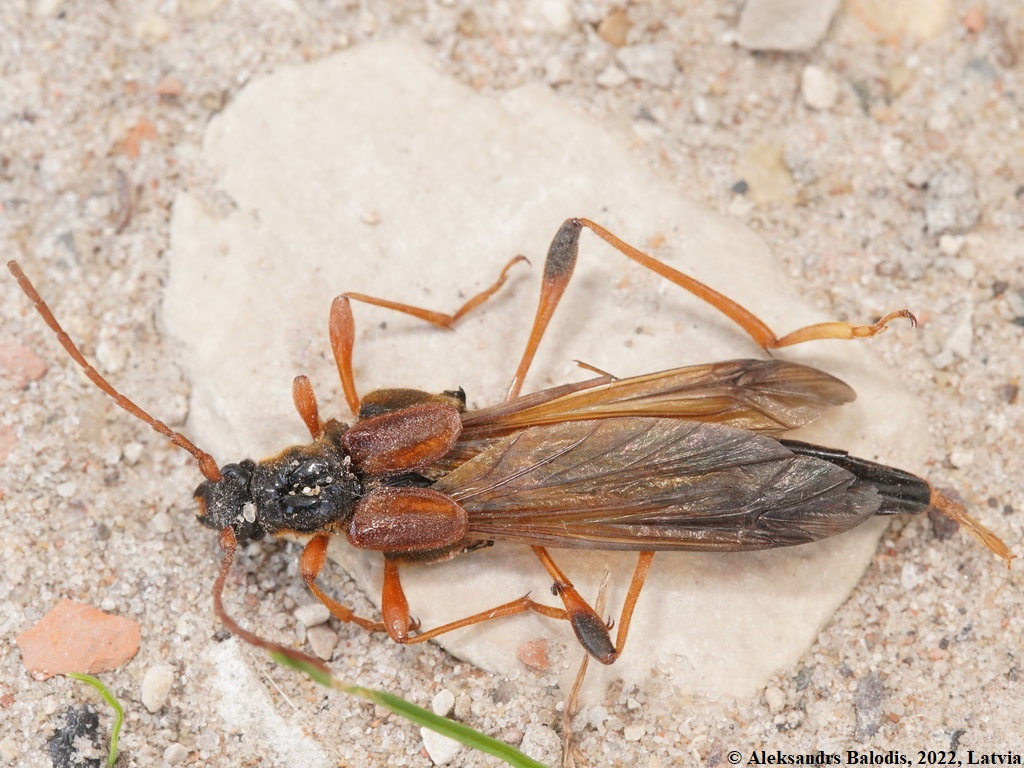
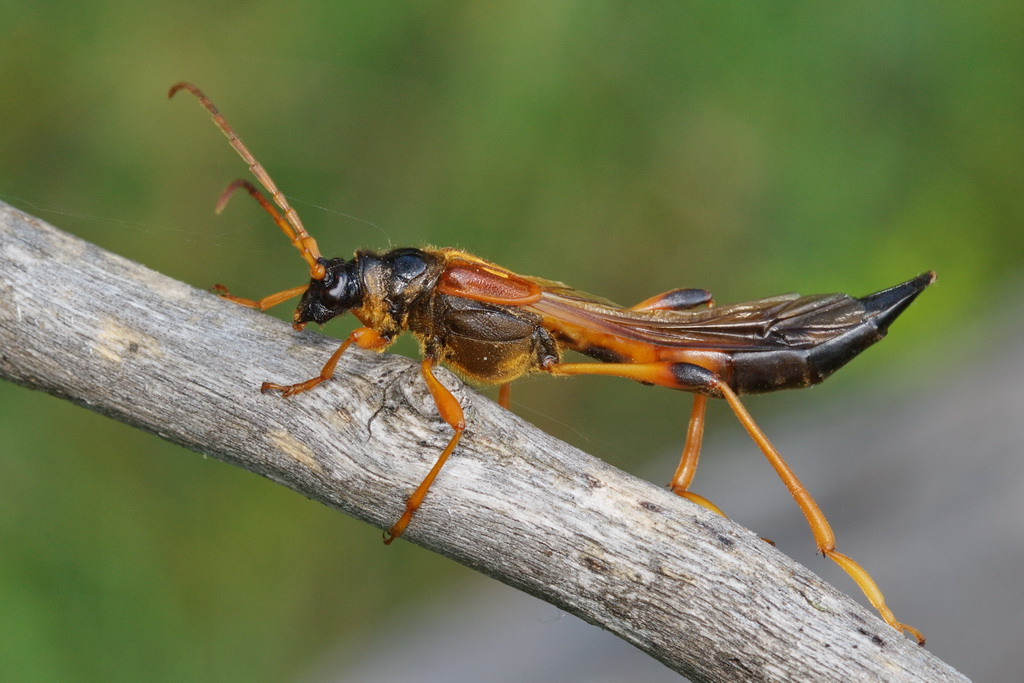